# Poing
Poing – miejscowość i gmina w Niemczech, w kraju związkowym Bawaria, w rejencji Górna Bawaria, w regionie Monachium, w powiecie Ebersberg. Leży około 15 km na północny zachód od Ebersberga, przy autostradzie A94 i linii kolejowej Monachium – Wels.

## Demografia
Dane o ludności z 31 grudnia 2008:
| Opis                                | Ogółem | Ogółem | Kobiety | Kobiety | Mężczyźni | Mężczyźni |
| ----------------------------------- | ------ | ------ | ------- | ------- | --------- | --------- |
| Jednostka                           | osób   | %      | osób    | %       | osób      | %         |
| Populacja                           | 13 022 | 100    | 6623    | 50,86   | 6399      | 49,14     |
| Wiek przedprodukcyjny (0–17 lat)    | 2735   | 21     | 1337    | 10,27   | 1398      | 10,74     |
| Wiek produkcyjny (18–65 lat)        | 8641   | 66,36  | 4380    | 33,64   | 4261      | 32,72     |
| Wiek poprodukcyjny (powyżej 65 lat) | 1646   | 12,64  | 906     | 6,96    | 740       | 5,68      |

## Polityka
Wójtem gminy jest Albert Hingerl z SPD, rada gminy składa się z osób.
|      | CSU | SPD | FWG | Zieloni | FDP | Razem |
| 2008 | 8   | 10  | 3   | 2       | 1   | 24    |
| 2002 | 11  | 9   | 2   | 1       | 1   | 24    |